# Uart
UART är en förkortning för "Universal Asynchronous Receiver/Transmitter" och är en datorhårdvara som omvandlar parallell data till seriell data. En UART tar en byte data och överför dessa sekventiellt bit för bit till en annan UART i andra änden som sätter ihop dessa till en byte igen. Start- och stoppbitar används för att signalera när data skickas.
En synkron variant finns också, USART eller "Universal Synchronous/Asynchronous Receiver/Transmitter". Den använder inte start- och stoppbitar utan en delad klocksignal håller reda på när bitarna kommer. Synkron kommunikation är effektivare eftersom endast databitar skickas mellan sändare och mottagare, men det kräver också att sändare och mottagare har tillgång till samma klocksignal.